# Arthrostylidium auriculatum
Arthrostylidium auriculatum là một loài tre thuộc vùng Tân nhiệt đới có nguồn gốc từ Trung Mỹ, Tây Ấn, phía bắc Nam Mỹ, và phía nam Mexico. Loài này được London~o & L.G.Clark mô tả khoa học đầu tiên năm 1998.